# Diane Leyre
Diane Leyre (Neuilly-sur-Seine, 10 de julio de 1997) es una modelo y reina de belleza francesa, coronada como Miss Francia 2022. Anteriormente había sido coronada como Miss Île-de-France 2021, y es la decimosexta mujer de la Isla de Francia en ganar Miss Francia. Representó a Francia en Miss Universo 2023.

## Primeros años y educación
Nació en Neuilly-sur-Seine, en el área suburbana de París, siendo sus padres André y Sabine Leyre. Su padre es un promotor inmobiliario de Gard que se trasladó a París para tener mejores oportunidades, mientras que su madre es una antigua azafata. Tiene un hermano mayor, mientras que también es prima de Illana Barry, que fue coronada Miss Languedoc-Rosellón 2020 y compitió en Miss Francia 2021. Leyre se mudó de su casa familiar a los 17 años, viviendo en un estudio en el mismo complejo de apartamentos que sus padres, mientras trabajaba para pagar el alquiler.
Tras licenciarse con honores en Ciencias Económicas y Sociales, Leyre cursó un año de Derecho antes de trasladarse a Madrid para matricularse en la IE University, donde se licenció en Administración y Dirección de Empresas. En el momento de su matriculación, Leyre sólo hablaba un mínimo de español e inglés. Tras licenciarse, Leyre se instaló en París y comenzó a trabajar en la empresa de promoción inmobiliaria Jadley, con sede en el VII Distrito.

## Participación en concursos de belleza

### Miss Île-de-France
Leyre comenzó su carrera en el mundo del espectáculo en 2021, tras inscribirse como concursante en Miss París 2021. Optó por competir después de ver a su prima Illana Barry competir en Miss Francia 2021, y en medio de los ánimos de sus amigos. Finalmente, ganó el título, lo que la calificó para competir en Miss Île-de-France 2021.
Más tarde, Leyre también compitió en Miss Île-de-France 2021 y ganó el título. Como Miss Île-de-France, recibió el derecho a representar a la región en Miss Francia 2022.

### Miss Francia
Miss Francia 2022 se llevó a cabo el 11 de diciembre de 2021 en Caen. Antes del comienzo del concurso, ya era una de las principales candidatas a la victoria. Leyre compitió en la final, donde llegó a estar entre las quince primeras y posteriormente entre las cinco primeras. Durante el concurso, recibió la atención de los medios de comunicación por utilizar una baguette como accesorio para su traje regional y por tropezar en el escenario con su vestido de noche. Al final del concurso, Leyre fue declarada ganadora, siendo coronada por la titular saliente Amandine Petit de Normandía, convirtiéndose en la decimosexta mujer de la Isla de Francia en ganar el título.
Como Miss Francia, Leyre recibió una serie de premios y recompensas, incluidos más de 57 000 € en obsequios de patrocinadores, una residencia de un año en un apartamento de lujo en París y un salario mensual no revelado equivalente al de un alto ejecutivo en Francia. Después de ganar el título, Leyre tuvo la oportunidad de aparecer en numerosos eventos en Francia e internacionalmente. Entre estos eventos se incluyeron ser concursante en Fort Boyard, invitada en el Torneo de Roland Garros 2022 y en el Festival Internacional de Cine de Cannes de 2022, y trabajar como modelo promocional en ciudades como Barcelona.
Originalmente, Leyre iba a representar a Francia en Miss Universo 2022 o Miss Mundo 2023, pero fue reemplazada por Floriane Bascou, la primera finalista, y Clémence Botino, Miss Francia 2020, respectivamente, en las dos competencias. Leyre emitió un comunicado en el que decía que no competiría internacionalmente porque no tenía suficiente tiempo para prepararse para los concursos, debido a su agenda como actual titular de Miss Francia. Leyre completó su reinado como Miss Francia el 17 de diciembre de 2022 en Miss Francia 2023, donde coronó a Indira Ampiot de Guadalupe como su sucesora.

### Miss Universe
Leyre representó a Francia en Miss Universo 2023 realizado en San Salvador, la capital de El Salvador, el 18 de noviembre de 2023, donde no alcanzó el Top 20.